# Жарменов, Денис Касымович
Дени́с Касы́мович Жарме́нов (род.14 сентября 1978 года) — казахстанский спортивный функционер и общественный деятель, председатель Ассоциации гребли и парусного спорта города Шымкент и Туркестанской области, директор Туркестанской областной специализированной детско-юношеской спортивной школы олимпийского резерва по водным видам спорта, заслуженный тренер Республики Казахстан, мастер спорта Республики Казахстан по гребле на байдарках и каноэ, доктор философии (PhD) по специальности "Физическая культура и спорт", академик (действительный член "Международной академии информатизации"), магистр делового администрирования «EMBA Sport Management».

## Биография
Денис Жарменов родился в 1978 году в городе Шымкенте в интернациональной семье. Отец, Касым Касымович, профессионально занимался горным туризмом; мать, Людмила Ивановна, работала в сфере торговли. Дед Дениса Жарменова - Касым Ильясович Жарменов, ветеран Великой Отечественной войны, защитник Брестской крепости.

## Образование
В 1996 году Денис Жарменов поступил в Республиканский колледж спорта имени К. Ахметова в городе Алматы, по специальности «Физическая культура и спорт». По окончании обучения, в 1998 году он получил квалификацию "Тренер по спорту и учителя физической культуры", заложив прочную основу для дальнейшей карьеры.
Стремясь к более глубоким знаниям, он продолжил обучение в Казахской государственной академии спорта и туризма (г.Алматы), где получил квалификацию преподавателя физической культуры и тренера по плаванию.
В 2016 году, уже имея значительный опыт в спортивной сфере, Денис Жарменов поступил в Казахстанский инженерно-педагогический университет дружбы народов города Шымкент по специальности «Педагогика и психология». По завершении обучения ему была присуждена степень магистра педагогических наук, что позволило ему выйти на новый уровень профессионального развития.
С 2016 по 2019 год он продолжил научную деятельность в докторантуре Казахской академии спорта и туризма (г. Алматы), углубляя знания в области физической культуры и спорта.
В 2023 году Денис Жарменов расширил свои знания, поступив в городе Астана на магистратуру EMBA Sport Management при Академии физической культуры и массового спорта, получив степень в области делового администрирования, он освоил современные подходы к управлению спортивными организациями и стратегическому развитию спорта.

#### Курсы повышения квалификации
2003 г. Национальный научно – практический центр физической культуры (г. Алматы). «Физическая культура и спорт».
2016 г. Российский международный Олимпийский университет (г. Москва). «Спортивный маркетинг».
«Современные подходы к планированию в олимпийском спорте».
2019 г. Казахская академия спорта и туризма (г.Алматы).
«Управление спортивными организациями и психологическое обеспечение подготовки спортсменов высшей квалификации и сборных команд».

## Деятельность
2000 – 2014 гг. ЮКО СДЮСШОР по Н и ВВС (г.Шымкент) – тренер по гребле на байдарках и каноэ.
2011 – 2012 гг. ДШНК и СР (г. Астана) – главный тренер Республики Казахстан по гребле на байдарках и каноэ.
2013 – 2016 гг. ДШНК и СР (г. Астана) – начальник национальной сборной команды Республики Казахстан по гребле на байдарках и каноэ.
2017 – 2019 гг. ЮКО СДЮСШОР по ВВС (г.Шымкент) – директор.
2019 г. – по н. в. ТО СДЮСШОР по ВВС (г.Ленгер) – директор.

## Награды и достижения
- 2012г. - Медаль «За вклад в развитие Южно-Казахстанской области»
- 2015 г. Юбилейная медаль «20 лет Конституции РК»[4]
- 2016 г. Юбилейная медаль «25 лет Независимости РК»[5]
- 2017 г. Нагрудный знак особого отличия «ЛИДЕР ОТРАСЛИ». За достижение значительных успехов в туристской деятельности в Республике Казахстан.
- 2018 г. Юбилейная медаль «20 лет Астане»[6]
- 2018 г. Почётный знак Международной Федерации Академической гребли (FISA) за развитие Академической гребли в Республике Казахстан.
- 2019 г. Медаль «За особый вклад в развитие Казахской академии спорта и туризма».
- 2021 г. Орден Республики Казахстан «Құрмет». За заслуги в развитии экономики, социальной сферы, науки и культуры, образования, за образцовую службу в государственных органах и активную общественную деятельность.
- 2024 г. Медаль за развитие спорта. Туркестанский областной профсоюз спортсменов и работников спорта.

## Дополнительная информация
1996 – 1998 гг. Служба в армии ЦСКА МО РК (г.Алматы).
2010 – 2018 гг. Президент Южно–Казахстанской областной федерации по гребле на байдарках и каноэ (г. Шымкент).
2013 г. Шымкент. Инициировал строительство спортивной базы для гребных и 
парусных видов спорта.
2015 г. Возродил в Южно–Казахстанской, далее в Туркестанской области, 
олимпийский вид спорта – академическую греблю.
2016 г. Открыл в Южно–Казахстанской, далее в Туркестанской области, 
паралимпийский вид спорта – параканоэ.
2019 – по н.в. Председатель ассоциации гребли и парусного спорта Туркестанской области и города Шымкент.
2020 г. Туркестан. Инициировал строительство гребного канала олимпийского стандарта.
2024 г. Почефструм (ЮАР). Чемпион и серебряный призёр Чемпионата Азии, Океании и Африки по пауэрлифтингу «Master M-1» до 93 кг в экипировочном и без экипировочном жиме лёжа.